# Garango

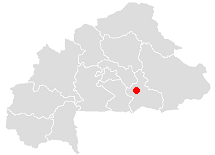
Garangos läge i Burkina Faso.

Garango är en stad och kommun i södra Burkina Faso och är den näst största staden i provinsen Boulgou. Staden hade 35 015 invånare vid folkräkningen 2006, med totalt 73 679 invånare i hela kommunen.